# Campeonato Sul-Americano de Atletismo Júnior de 1962
O Campeonato Sul-Americano de Atletismo Júnior de 1962 foi a 4ª edição da competição de atletismo organizada pela CONSUDATLE para atletas com menos de vinte anos, classificados como júnior ou sub-20. O evento foi realizado em Lima no Peru, entre 21 e 24 de setembro de 1962. O campeonato contou com cerca de 91 participantes de  cinco nacionalidades, com destaque para o Chile com 17 medalhas no total sendo 7 de ouro.

## Medalhistas
Esses foram os resultados do campeonato.
| Evento                 | Ouro                      | Ouro   | Prata                  | Prata  | Bronze                    | Bronze |
| ---------------------- | ------------------------- | ------ | ---------------------- | ------ | ------------------------- | ------ |
| 100 metros             | Juan Byers (CHI)          | 10.8   | Gerardo Di Tolla (PER) | 10.8   | Julio Véliz (ECU)         | 11.0   |
| 200 metros             | Juan Byers (CHI)          | 21.2   | Miguel González (PER)  | 21.7   | Gerardo Di Tolla (PER)    | 22.0   |
| 400 metros             | Gilberto de Jesus (BRA)   | 49.9   | Santiago Gordon (CHI)  | 50.0   | José Holman (ARG)         | 50.2   |
| 800 metros             | Alejandro Arroyo (ECU)    | 1:58.9 | Luis Cabrera (ARG)     | 2:00.3 | Rodolfo Valdiviezo (CHI)  | 2:00.7 |
| 1 500 metros           | Mario Cutropia (ARG)      | 4:04.8 | Alejandro Arroyo (ECU) | 4:09.6 | Rodolfo Valdiviezo (CHI)  | 4:12.8 |
| 3 000 metros           | Mario Cutropia (ARG)      | 8:47.8 | Raúl Díaz (ARG)        | 8:54.5 | Geraldo de Oliveira (BRA) | 9:08.3 |
| 110 metros barreiras   | Hildemar Cimolini (ARG)   | 15.7   | Alfredo Deza (PER)     | 15.8   | Felipe Montero (CHI)      | 15.8   |
| 400 metros barreiras   | Santiago Gordon (CHI)     | 54.9   |                        |        |                           |        |
| 4×100 metros estafetas | Peru                      | 42.1   | Chile                  | 43.2   | Equador                   | 44.6   |
| 4×400 metros estafetas | Argentina                 | 3:22.7 | Peru                   | 3:23.5 | Brasil                    | 3:26.4 |
| Salto em altura        | Roberto Abugattás (PER)   | 2.06   | Manuel César (BRA)     | 1.95   | Cristián Errazuris (CHI)  | 1.90   |
| Salto com vara         | Daniel Argoitía (ARG)     | 3.70   | Eduardo Nakayama (BRA) | 3.50   | Alejandro Avalos (CHI)    | 3.40   |
| Salto em comprimento   | Julián Méndez (ARG)       | 6.92   | João Brito (CHI)       | 6.76   | Peter Junge (CHI)         | 6.61   |
| Salto triplo           | Hugo dos Santos (BRA)     | 13.96  | Carlos Reyes (PER)     | 13.85  | Mario Medrán (ARG)        | 13.83  |
| Arremesso de peso      | Gustavo Fuentes (CHI)     | 15.08  | Álvaro Zucchi (BRA)    | 14.92  | José Jacques (BRA)        | 14.82  |
| Lançamento de disco    | Julio Lagos (CHI)         | 47.40  | Ubirajara Ramos (BRA)  | 46.68  | Guillermo Arias (CHI)     | 46.20  |
| Lançamento do martelo  | Guillermo Arias (CHI)     | 48.79  | Paul Hurtado (PER)     | 45.48  | Clovis da Silva (BRA)     | 44.71  |
| Lançamento do dardo    | Patricio Etcheverry (CHI) | 58.99  | José Denis (PER)       | 57.04  | Guillermo Reátegui (PER)  | 56.15  |

## Quadro de medalhas (não oficial)
| Ordem | País      | Medalha de ouro | Medalha de prata | Medalha de bronze | Total |
| ----- | --------- | --------------- | ---------------- | ----------------- | ----- |
| 1     | Chile     | 7               | 3                | 7                 | 17    |
| 2     | Argentina | 6               | 2                | 2                 | 10    |
| 3     | Peru      | 2               | 7                | 2                 | 11    |
| 4     | Brasil    | 2               | 4                | 4                 | 10    |
| 5     | Equador   | 1               | 1                | 2                 | 4     |